# Вержбилович, Александр Валерианович
Александр Валерианович Вержбилович (27 декабря 1849 [8 января 1850], Санкт-Петербург — 2 [15] марта 1911, там же) — российский виолончелист и педагог. Солист Его Императорского Величества (1898).

## Биография
Родился 27 декабря 1849 (8 января 1850) года в Санкт-Петербурге в семье преподавателя географии Валериана Вержбиловича (1807—1865). Учился в Анненшуле и уже там талантливая игра его на виолончели обращала на себя внимание.
В 1869 году поступил в Санкт-Петербургскую консерваторию и за два года окончил её — по классу К. Ю. Давыдова.

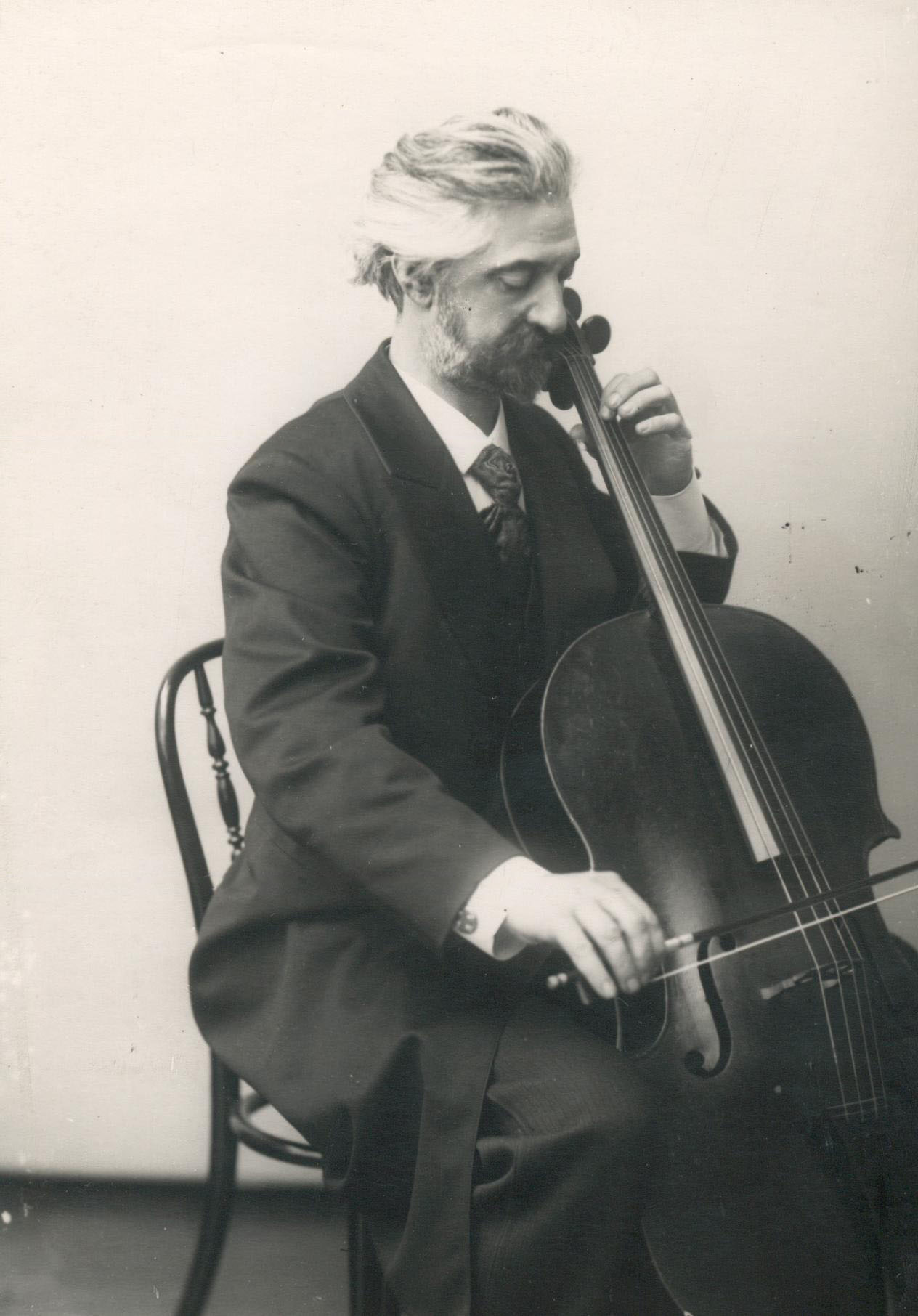
А. В. Вержбилович

С 1877 года — первая виолончель в оркестре итальянской оперы в Санкт-Петербурге, после упразднения которой работал в 1882—1885 годах в оркестре императорской русской оперы Мариинского театра.
Концертировал как солист и в составе камерных ансамблей: трио с Александром Михаловским и Станиславом Барцевичем, трио с Анной Есиповой и Леопольдом Ауэром, квартета Санкт-Петербургского отделения Русского музыкального общества с Ауэром, Иваном Пиккелем и Иеронимом Вейкманом. Неоднократно совершал концертные поездки по России и за границей: выступал в Константинополе, Вене, Париже (1893, Concerts populairs) и других городах. В течение многих лет был также участником квартета Санкт-Петербургского Общества камерной музыки. Александр Вержбилович участвовал в 1890 году в премьере первой редакции струнного секстета «Воспоминание о Флоренции» Чайковского, а в 1892 году во втором исполнении второй редакции этого произведения.
С 1885 года — профессор Санкт-Петербургской консерватории. Среди учеников Вержбиловича — Дмитрий Бзуль, Семён Козолупов, Евгений Вольф-Израэль, Леопольд Ростропович, Стефан Вильконский.
Современники отмечали в его исполнении необычайную певучесть, силу и полноту тона, богатого оттенками, «особенно ярко проявляющиеся в пьесах характера энергического и певучего».